# Nepella
Nepella is een geslacht van wantsen uit de familie van de Nepidae (Waterschorpioenen). Het geslacht werd voor het eerst wetenschappelijk beschreven door Poisson in 1947.

## Soorten
Het genus is monotypisch en bevat alleen de volgende soort:

- Nepella pauliani Poisson, 1947